# Danh sách chi của Geometridae: J
Dưới đây là danh sách các chi của họ bướm đêm Geometridae:
A B C D E F G H I J K L M N O P Q R S T U V W X Y Z
- Janarda
- Jankowskia
- Jenana
- Jinchihuo
- Jodis
- Johnlaneia
- Jordanisca
- Jubarella
- Juxtephria